# ヒム・トゥ・ライフ
『ヒム・トゥ・ライフ』（Hymn to Life）は、フィンランドのヘヴィメタルバンド、ストラトヴァリウスの元ギタリストであるティモ・トルキが2002年に発売したソロアルバム。

## 収録曲
1. プライマル - Primal
2. キー・トゥ・ザ・ユニヴァース - Key to the Universe
3. ナウ・アイ・アンダースタンド - Now I Understand
4. ディヴァイン - Divine
5. リトル・ボーイ・アイ・ミス・ユー - Little Boy I Miss You
6. アイ・ビリーヴ - I Believe
7. アー・ユー・ザ・ワン？ - Are You the One?
8. ファザー - Father
9. フレッシュ・ブルー・ウォーターズ - Fresh Blue Waters
10. ディア・ゴッド - Dear God
11. イッツ・クリスマス・モーニング - It's Xmas Morning
12. ヒム・トゥ・ライフ - Hymn to life
13. キー・トゥ・ザ・ユニヴァース 〔ストリングス・ヴァージョン〕 - Key to the Universe (Strings Version) ※

※日本盤ボーナストラック

## 参加ミュージシャン
- Timo Tolkki - guitar, bass, vocals, keyboards
- Anssi Nykänen - drums
- Mika Ervaskari - piano, keyboards
- Michael Kiske - vocals (#2)
- Sharon den Adel - vocals (#7)